# Lars Barthel
Lars Barthel (* 1953 in Erfurt) ist ein deutscher Kameramann, Filmregisseur, Produzent und Hochschullehrer.

## Leben
Lars Barthel beendete die  Schule mit dem Abitur und leistete danach seinen Wehrdienst bei der NVA.
Seit 1974 studierte er Kamera an der Hochschule für Film und Fernsehen in Potsdam-Babelsberg, seit 1978 als Meisterschüler.
1980 konnte er seinen Abschlussfilm Experiment nicht fertigstellen.
Nachdem seine indische Frau Chetna Vora (* 1958) ihren Diplomfilm 1981 ebenfalls nicht beenden konnte, verließen sie 1982 mit ihrer Tochter Neelesha (* 1977) die DDR, zogen zunächst nach Indien, und 1983  nach West-Berlin, wo er seitdem als freischaffender Kameramann tätig war. 1987 starb seine Frau.
Von 1996 bis 1997 war Lars Barthel als Dozent an der Filmhochschule in Babelsberg tätig. Er lehrte auch viele Jahre an einer Hochschule in Rangun in Myanmar  und war Tutor an Filmhochschulen  in Ludwigsburg und Bozen.

## Filmografie (Auswahl)
Lars Barthel war an über 50 Filmen als Kameramann beteiligt, er führte auch in einigen Regie.
Kamera
in der DDR
- 1976 Eleonora, HFF, auch Regie
- 1979 Ramona, HFF
- 1980 Oyoyo, HFF, Regie Chetna Vora
- 1980 Orangemond, HFF, Regie Gabriele Denecke, nicht fertiggestellt, erst 2024 aufgeführt
- 1981 Frauen in Berlin, HFF, Regie Chetna Vora, nicht fertiggestellt, erst 2018 aufgeführt

in West-Berlin und der Bundesrepublik
- 1983 Karola und Ernst Bloch. Die Tübinger Zeit
- 1987 Drehort Berlin
- 1988 Aufrecht gehen. Rudi Dutschke –  Spuren
- 1989/1991 Letztes Jahr in Deutschland, auch Regie und Produktion
- 1991 Sommer in Mezra
- 1993 Zwei Männer
- 1993 Dens – Die eigentlich nicht sind
- 1994 Hans im Glück
- 1994 Grenzgänger

- 1997/1999 Julias Wahn
- 2000 Outlaws
- 2004/2006 Mein Tod ist nicht dein Tod, auch Regie
- 2009 Mein Herz sieht die Welt schwarz. Eine Liebe in Kabul
- 2013 Splitter Afghanistan, auch Produktion
- 2015 Als wir die Zukunft waren, auch Koregisseur
- 2018 Die Geheimnisse des schönen Leo
- 2018 get me some hair, auch Regie
- 2020 Endlich Tacheles
- 2022 Rebellinnen. Underground. Fotografie DDR
- 2024 Liebe und Zorn, auch Coregie

Regie
- 1976 Eleonora, HFF¡ auch Kamera
- 1989/1991 Letztes Jahr in Deutschland, auch Produktion   und Kamera
- 2004 Mein Tod ist nicht dein Tod, auch Kamera
- 2015 Als wir die Zukunft waren, Co-Regie, auch Kamera, Jugenderinnerungen von einigen ostdeutschen Filmemachern
- 2017 24 h Bayern. Ein Tag Heimat
- 2018 Gosch, über den Schauspieler Jürgen Gosch
- 2018 get me some hair, auch Kamera
- 2024 Liebe und Zorn, Coregie, auch Kamera, mit mehreren ostdeutschen Filmemachern

Produktion
- 1989/1991 Letztes Jahr in Deutschland, auch Regie und Kamera
- 2013 Splitter Afghanistan, auch Kamera
- 2019 Frauen in Berlin, Fertigstellung des Diplomfilms seiner Frau Chetna Vora von 1981

Mitwirkung
- 2009 Wir waren so frei – Ein Film über einen Film, Dokumentarfilm über seinen verbotenen Diplomfilm